# Западна Атика (округ)
Округ Западна Атика је округ у периферији Атика, у средишњем делу Грчке. У ствари, целокупна површ овог округа обухвата даља западна предграђа престонице Атине. Управно средиште округа је град Елефсина.
Округ Западна Атика је успостављен 2011. године на месту некадашње префектуре, која је имала исти назив, обухват и границе.

## Природне одлике
Округ Западна Атика је копнени округ Грчке. На северу се овај округ граничи са округом Беотија, на западу са округом Коринтија. На југоистоку се налази округ Северна Атина, а на истоку Округ Источна Атика. Са јужне стране пружа се Саламински залив Егејског мора, а са северозападне Коринтски залив Јонског мора.
Округ Западна Атика заузима западну четвртину полуострва Атика. Овај округ је изразито планинског карактера, нарочито у северном делу — планина Паторас са врхом на 1131 m н. в. Јужна обала је већим делом приобална и мање бдовита, па је густо насељена. Ту су данас смештена далека западна предграђа Атине и викенд излетишта Атињана.
Клима у округу Западна Атика је средоземна.

## Историја
У доба антике ова област била је значајна као део полиса Античке Атине. У каснијим епохама долази владавина Римљана, затим Византинаца и на крају Османлија. Месни Грци су били веома активни током Грчког устанка 1821. г, па је подручје постало део савремене Грчке већ 1830. г., а тад малени град Атина постала главни град новообразоване државе захваљујући својој славној историји. Последњих деценија са ширењем града Атине на подручје ове префектуре Западна Атика постаје део Грчке са брзим порастом становништва и развојем привреде.

## Становништво
По последњим проценама из 2005. године округ Западна Атика је имао преко 150.000 становника, од чега огромна већина на југу округа, дуж Саронског залива.
Етнички састав: Главно становништво округа су Грци. Становништво је претежно градско и досељеничко (како из саме Атине тако и из целе Грчке). Последњих година овде се населио и омањи број насељеника из целог света.
Густина насељености је нешто је преко 150 ст./км2, што је двоструко више од просека Грчке (око 80 ст./км2). Део у границе Атине је много неупоредиво боље насељен него планинско залеђе на северу.

## Управна подела и насеља
Округ Западна Атика се дели на 5 општине:
1. Аспропиргос
2. Елефсина
3. Мандра–Ејдилија
4. Мегара
5. Фили

Елефсина је седиште округа и највеће насеље округа. Велико насеље (> 10.000 ст.) у округу је и Мегара.

## Привреда
Град Атина је привредно и економско средиште целе Грчке и поседује развијену индустрију. Последњих деценија индустријска производња се сели све више у предграђа, па је Западна Атика постала место градње нових фабрика, складишта и магацина. Месна пољопривреда је окренута снабдевању Атине пољопривредним производима.